# Amir Weintraub
Amir Weintraub (en hebreo: אמיר וינטרוב‎; Rejovot, 16 de septiembre de 1986) es un tenista profesional israelí.

## Carrera
Su ranking individual más alto fue el No. 161 alcanzado el 21 de mayo de 2012, mientras que en dobles logró el puesto Nº 246 el 25 de febrero de 2013.
Hasta el momento ha obtenido 2 títulos de la categoría ATP Challenger Series, todos ellos en modalidad de individuales.

### 2008
En el mes de julio del año 2008 obtuvo su primer título en la categoría ATP Challenger Tour. En la modalidad de dobles y junto a su compatriota Noam Okun como compañero, ganaron el Challenger de Aptos, disputado en Estados Unidos derrotando a la pareja local formada por Todd Widom y Michael Yani en la final por 6–2, 6–1.

### 2012
En marzo del año 2012 ganó su segundo título. En el Challenger de Singapur disputado en pista dura venció en la final junto al eslovaco Kamil Čapkovič en la final a la pareja de Taipéi formada por Cheng-peng Hsieh y Hsin-han Lee por 6–4, 6–4.

### Copa Davis
Desde el año 2010 es participante del Equipo de Copa Davis de Israel. Tiene en esta competición un récord total de partidos ganados/perdidos de 6/5 (6/5 en individuales y 0/0 en dobles).

## Títulos; 2 (0 + 2)
| Leyenda                        | Individuales | Dobles |
| ------------------------------ | ------------ | ------ |
| Grand Slam (tenis)\|Grand Slam | 0            | 0      |
| ATP World Tour Finals          | 0            | 0      |
| ATP World Tour Masters 1000    | 0            | 0      |
| ATP World Tour 500 Series      | 0            | 0      |
| ATP World Tour 250 Series      | 0            | 0      |
| ATP Challenger Series          | 0            | 2      |

### Dobles
| N.º | Fecha      | Torneo                 | Superficie | Compañero      | Oponentes en la final         | Resultado |
| --- | ---------- | ---------------------- | ---------- | -------------- | ----------------------------- | --------- |
| 1.  | 20.07.2008 | Challenger de Aptos    | Dura       | Noam Okun      | Todd Widom Michael Yani       | 6–2, 6–1  |
| 2.  | 04.03.2012 | Challenger de Singapur | Dura       | Kamil Čapkovič | Cheng-peng Hsieh Hsin-han Lee | 6–4, 6–4  |